# 鲍勋茂
鲍勋茂字树堂，安徽徽州府歙县棠樾村人，清代官员、收藏家、诗人，官至通政使司通政使（正三品）。
鲍勋茂为棠樾鲍氏二十五世祖，明嘉靖兵部左侍郎鲍象贤的九代孙、扬州两淮盐务总商鲍志道次子、鲍漱芳胞弟。为徽州府学禀膳生员,乾隆四十九年（1784年）考取举人，召试内阁中书，乾隆五十五年（1790年）八月入直军机处章京。嘉庆廿五年四月廿日（1820年5月31日）任通政使司通政使（正三品），与纪昀、朱珪、翁方纲、刘墉、梁同书、铁保等同僚，任上数陈天下大计，道光十一年正月廿六日（1831年3月10日）年老退休。
鲍勋茂善诗，有《和陶诗》三卷。
鲍勋茂结交甚广，如扬州知府、书法家伊秉绶（1754－1815）、诗人张问陶（1764－1814）。嘉庆十二年（1807年），伊秉绶护榇返回福建宁化，勋茂资助路费；同年长兄鲍漱芳去世，勋茂奔赴故里棠樾料理丧事，伊秉绶多次写信殷勤问候。1814年张问陶去世，鲍勋茂资助其女扶柩回故乡四川遂宁归葬。
鲍勋茂与父兄同样热心公益慈善事业，任内慷慨捐助淮北运本、江南防守费、淮扬千里河堤、海口浚治、徽州紫阳书院卷烛费（嘉庆十二年，1807年）、江南会城崇义堂、集英堂、兴化县赈厂等。

## 家庭
- 父亲鲍志道清代两淮盐务总商
- 母汪氏
- 兄鲍漱芳：清代两淮盐务总商；
- 子鲍时基，字叙眉，官贵州黔西州知州。